# Hyacinthella nervosa
Hyacinthella nervosa är en sparrisväxtart som först beskrevs av Antonio Bertoloni, och fick sitt nu gällande namn av Chouard. Hyacinthella nervosa ingår i släktet Hyacinthella och familjen sparrisväxter. Inga underarter finns listade i Catalogue of Life.

## Bildgalleri

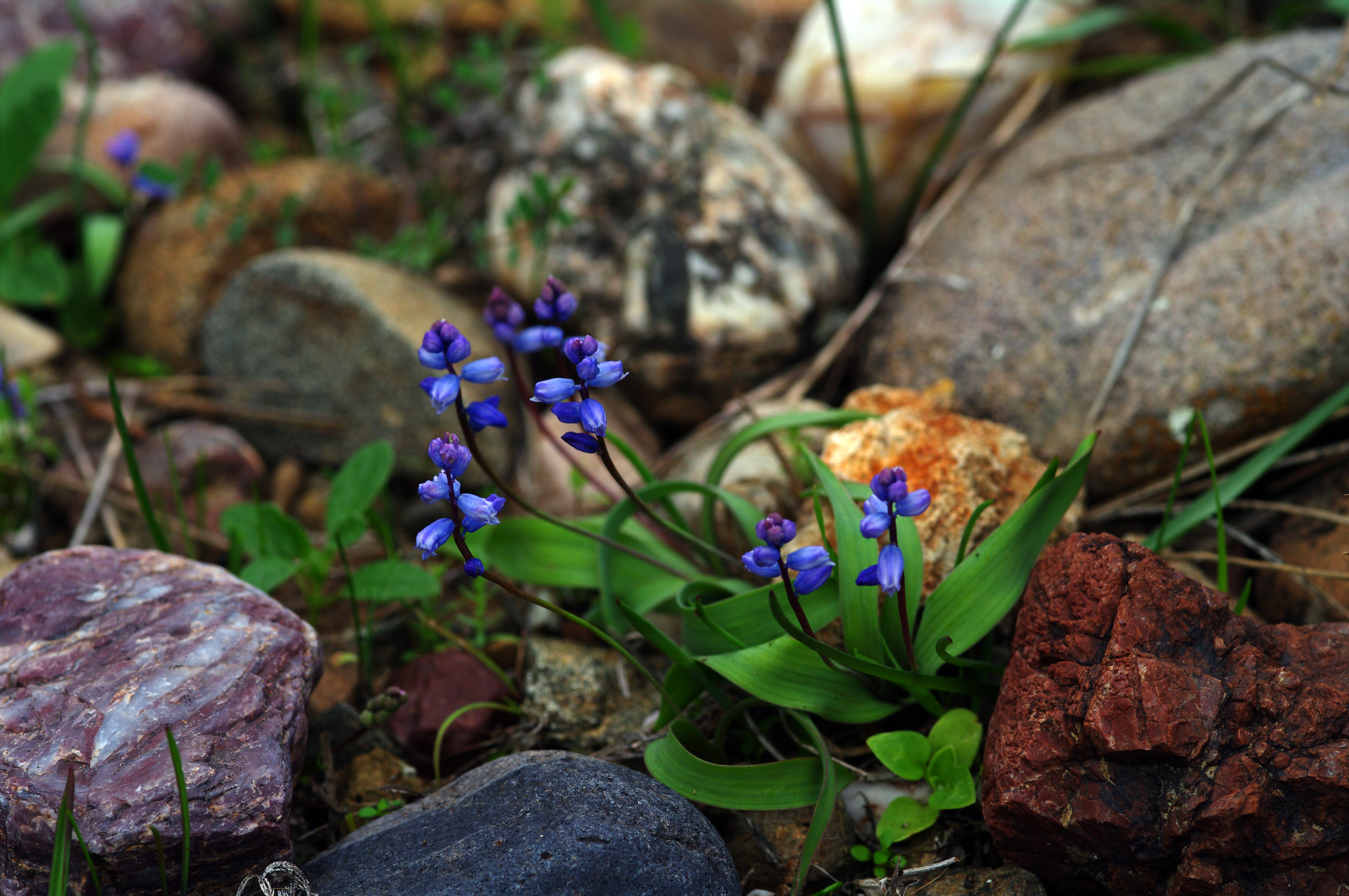